# Château de la Roche-Jagu
Le château de la Roche-Jagu est une maison-forte qui fut construite au XVe siècle et restaurée en 1968. Il est situé sur le territoire de la commune française de Ploëzal dans le département des Côtes-d'Armor, en région Bretagne.

## Localisation
Sa situation au sommet de la rive gauche du Trieux qui est abrupte, permet d'avoir un point de vue sur les alentours et notamment sur le fleuve qu'il était autrefois chargé de surveiller.

## Historique
Roland Péan, décédé après 1451, fut chevalier banneret, seigneur de la Roche-Jagu, de même que son fils Pierre Péan, décédé le 24 juillet 1488 lors de la bataille de Saint-Aubin-du-Cormier. La fille de ce dernier, Françoise Péan (née en 1472, décédée en 1555), dame de La Roche-Jagu et de Grand-Bois (en Landebaëron), vicomtesse de Tronquidi, épousa le 13 mars 1494 Guillaume d'Acigné (fils cadet de Jean V, seigneur d'Acigné). Leur fils Jacques d'Acigné, puis leur petit-fils Louis d'Acigné furent successivement seigneurs de la Roche-Jagu.
En 1773, le maréchal de Richelieu vend le château à Mme Le Gonidec de Tressan.
Le monument est actuellement géré par le Conseil départemental des Côtes-d'Armor, propriétaire depuis 1958 du château, à la suite du legs du vicomte Gaëtan d'Ales à l'État, et devient Domaine départemental de la Roche-Jagu. Des visites, expositions temporaires, spectacles et concerts y sont organisés. 
Le château, vide de mobilier, abrite chaque année une exposition temporaire. Durant l'été 2006, l'exposition concernait le lin, plante qui fut longtemps cultivée et transformée en Bretagne. 
Ses jardins sont en accès libre, des visites guidées et ateliers « nature » y sont également organisés. Ces jardins contemporains d'inspiration médiévale ont été imaginés par l'architecte-paysagiste Bertrand Paulet. Ils sont labellisés Jardin remarquable depuis 2005 et EcoJardin en 2017.

## Description
Le château de la Roche-Jagu a pour sa partie la plus ancienne été construit à la fin du Moyen Âge et la façade sur la rivière assurait la défense par son chemin de ronde. Le logis est constitué d'un seul corps de bâtiment en profondeur dont l'entrée se fait par une porte surmontée d'une niche. Le premier étage possède encore ses fenêtres à meneaux mais le second étage placé en retrait et la toiture ont été très remaniés. À noter qu'une galerie ou coursière en bois en encorbellement, destinée à desservir, sans les traverser, les pièces du second étage disposées en enfilade, a laissé de nombreuses traces sur l'édifice.
La cuisine est la seule pièce conservée en état. À l'étage, la salle comporte sur le mur gouttereau, une grande cheminée du début du XVe siècle avec piédroits à colonnettes.
Le château a été classé monument historique le 25 juin 1930 puis le mur d'enceinte, le portail et les pavillons qui l'encadrent le 27 janvier 1969.

## Jardins
Le parc de 64 ha est organisé autour d'un chêne tricentenaire qui a été abattu en 2009. Un promontoire offre un point de vue sur l'estuaire du Trieux. Un espace forestier, des jardins d'inspiration médiévale (potager, jardin de plantes médicinales, bouquetier, etc.), un ensemble de 350 variétés de camélias composent l'essentiel de l'aménagement complété par différentes plantes d'ornement.
Des sculptures en fer forgé signées de l'artiste Marc Didou jalonnent les allées menant au promontoire. Une sculpture de Béatrice Coron, Voyage Intérieur, est installée dans le jardin seigneurial.
En 1987, une tempête a dévasté le parc. L'architecte-paysagiste Bertrand Paulet a conduit la restauration de l'ensemble des plantations.
En janvier 2017, le parc a été labellisé Écojardin, gratifiant ainsi la gestion écologique du site dans le respect de la biodiversité.

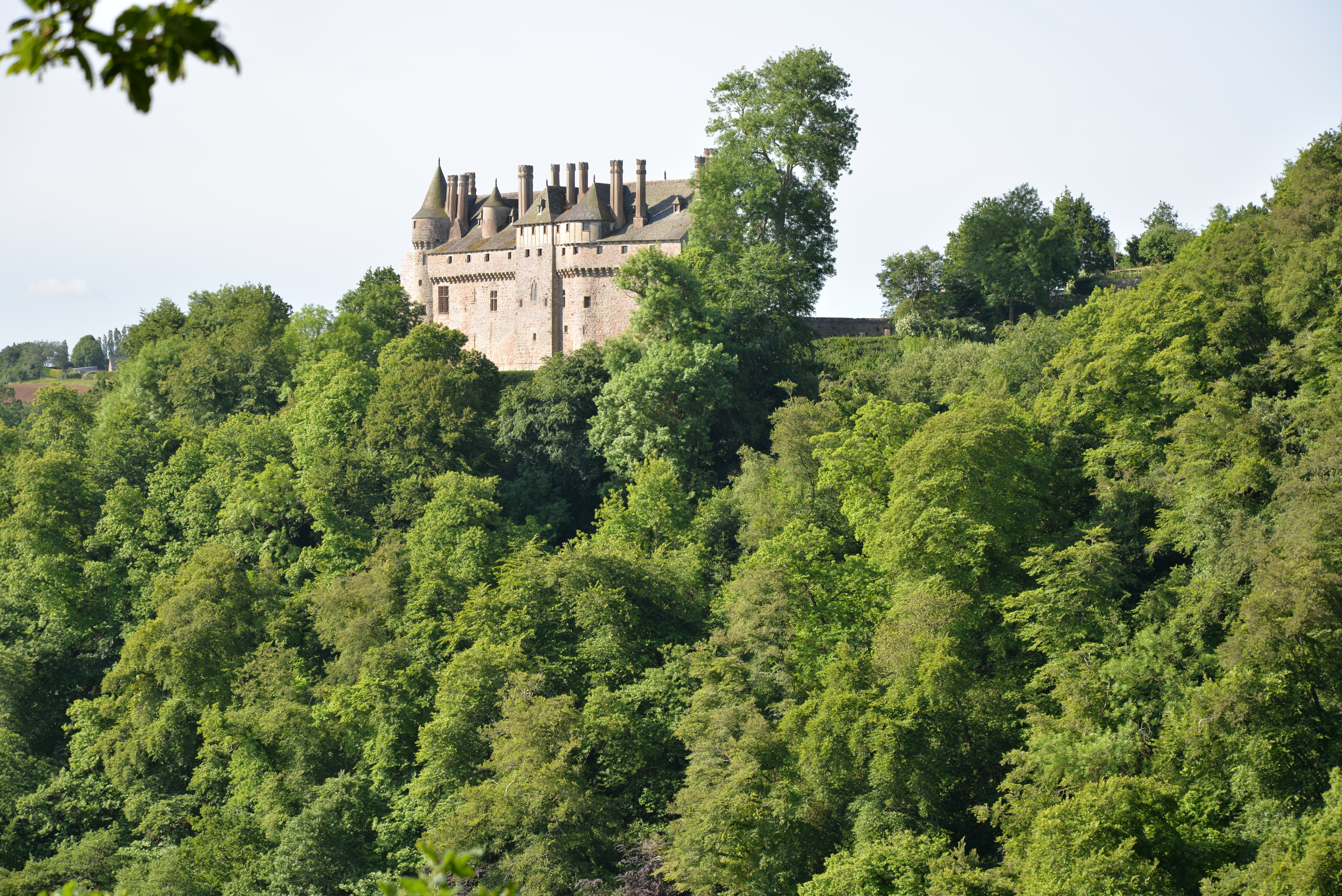
Le château.
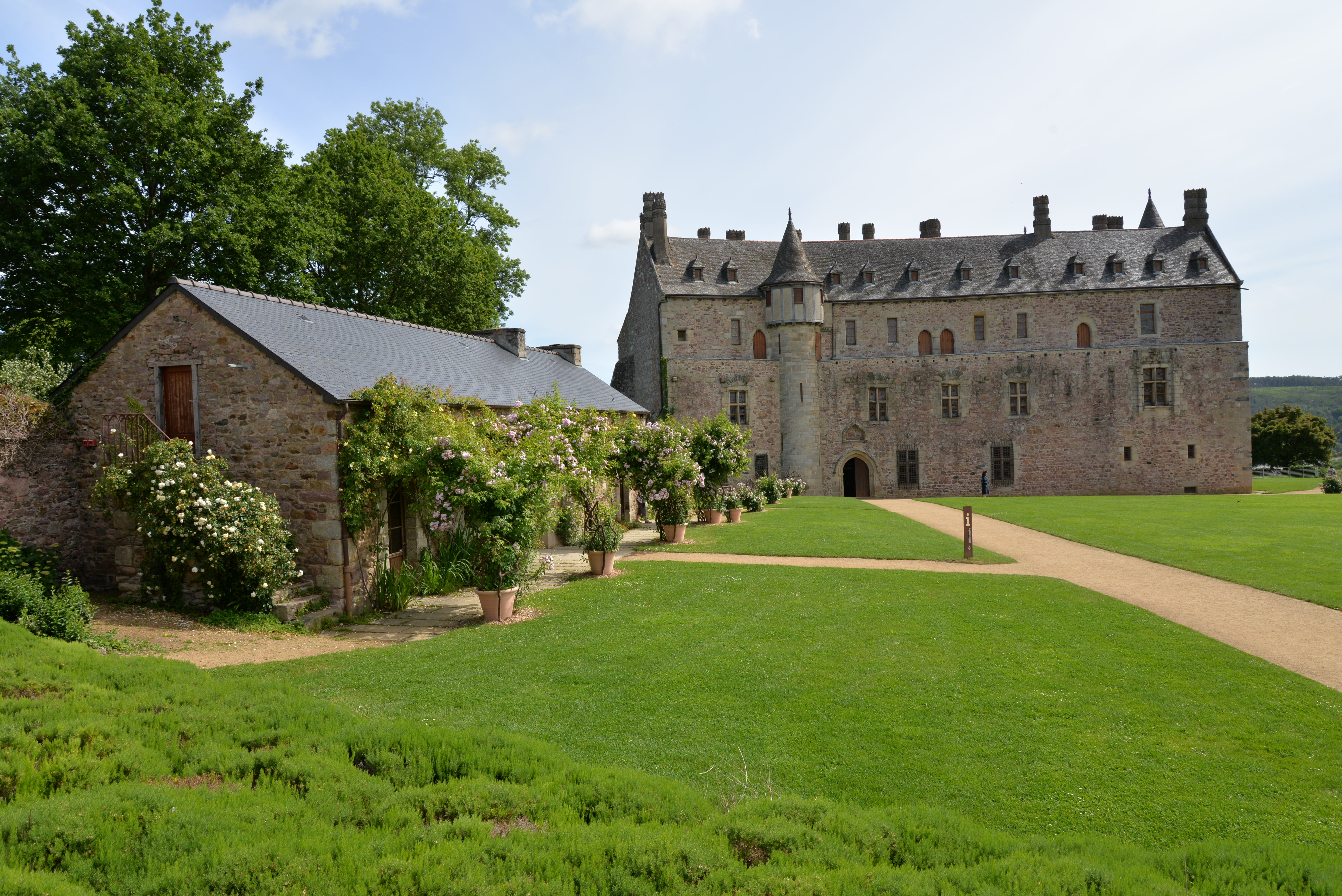
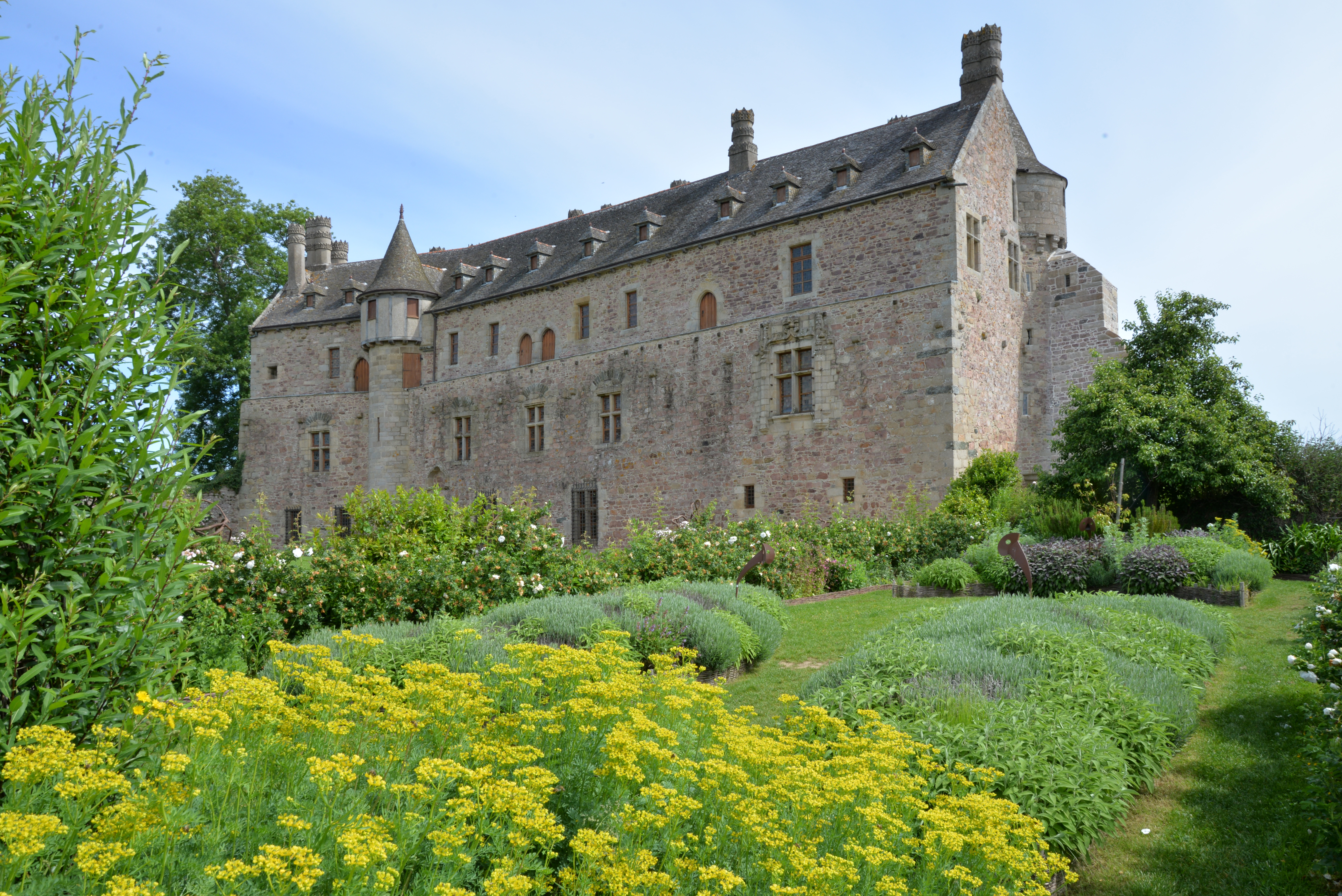
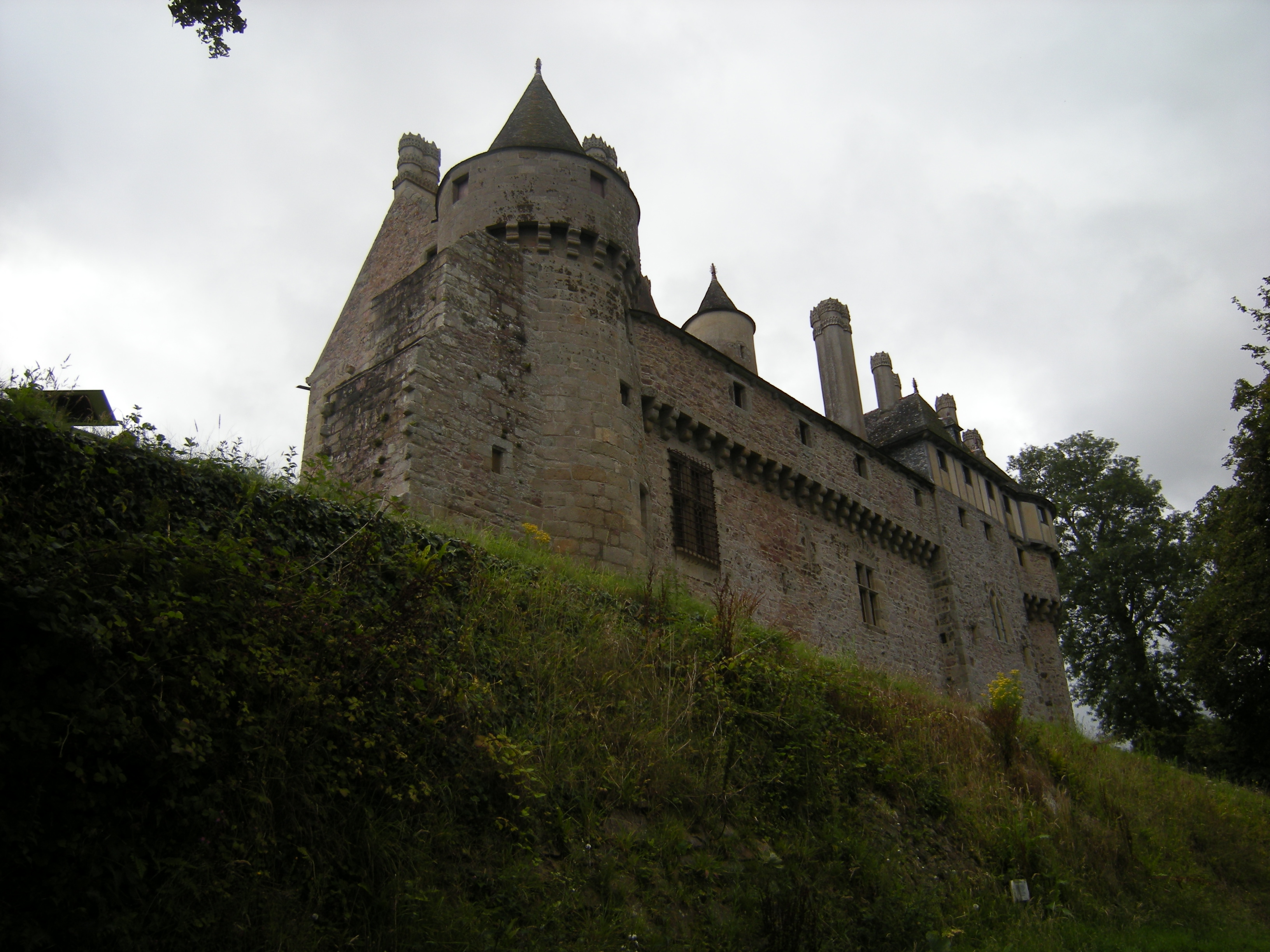
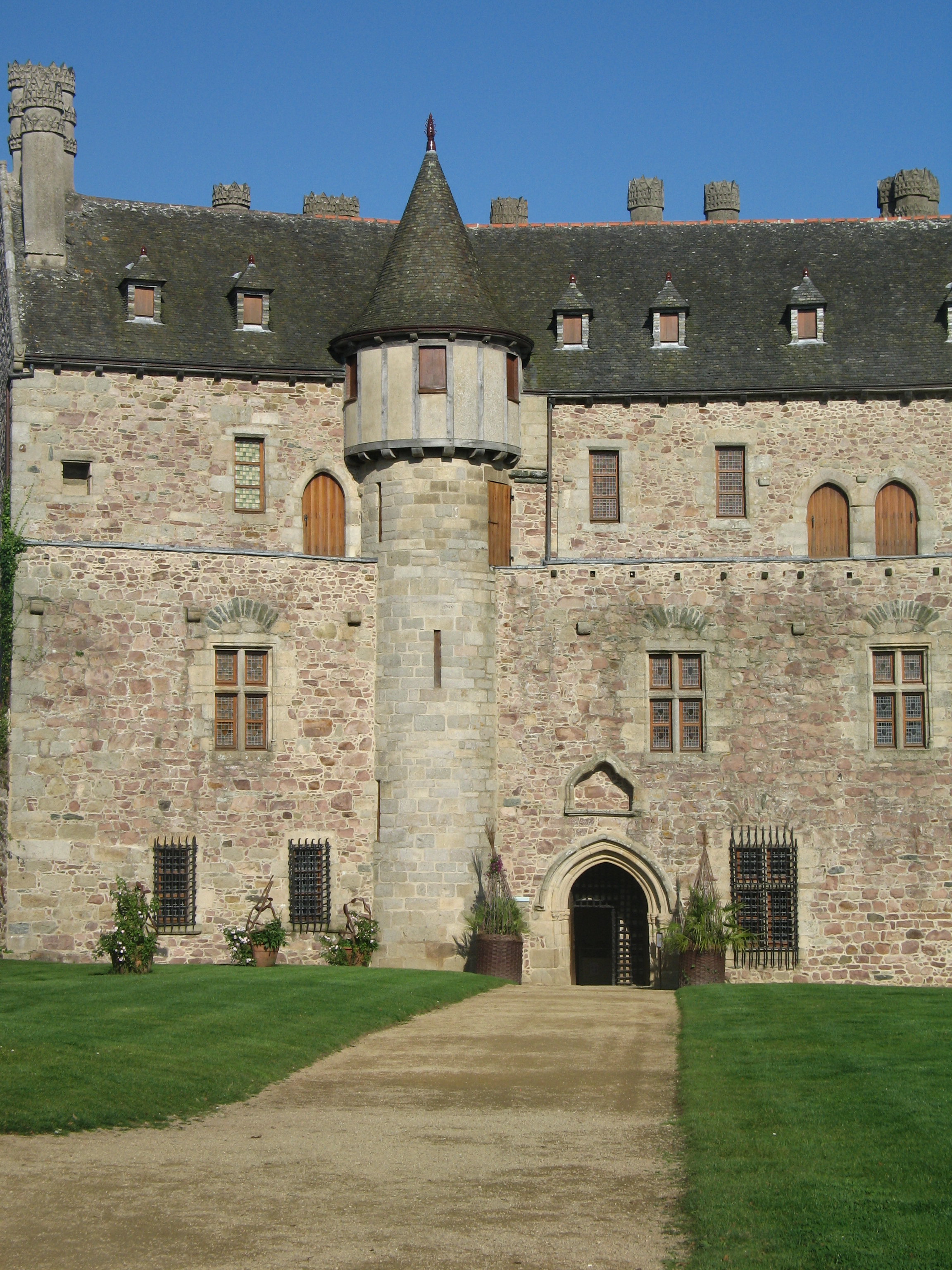
Détail tour façade.
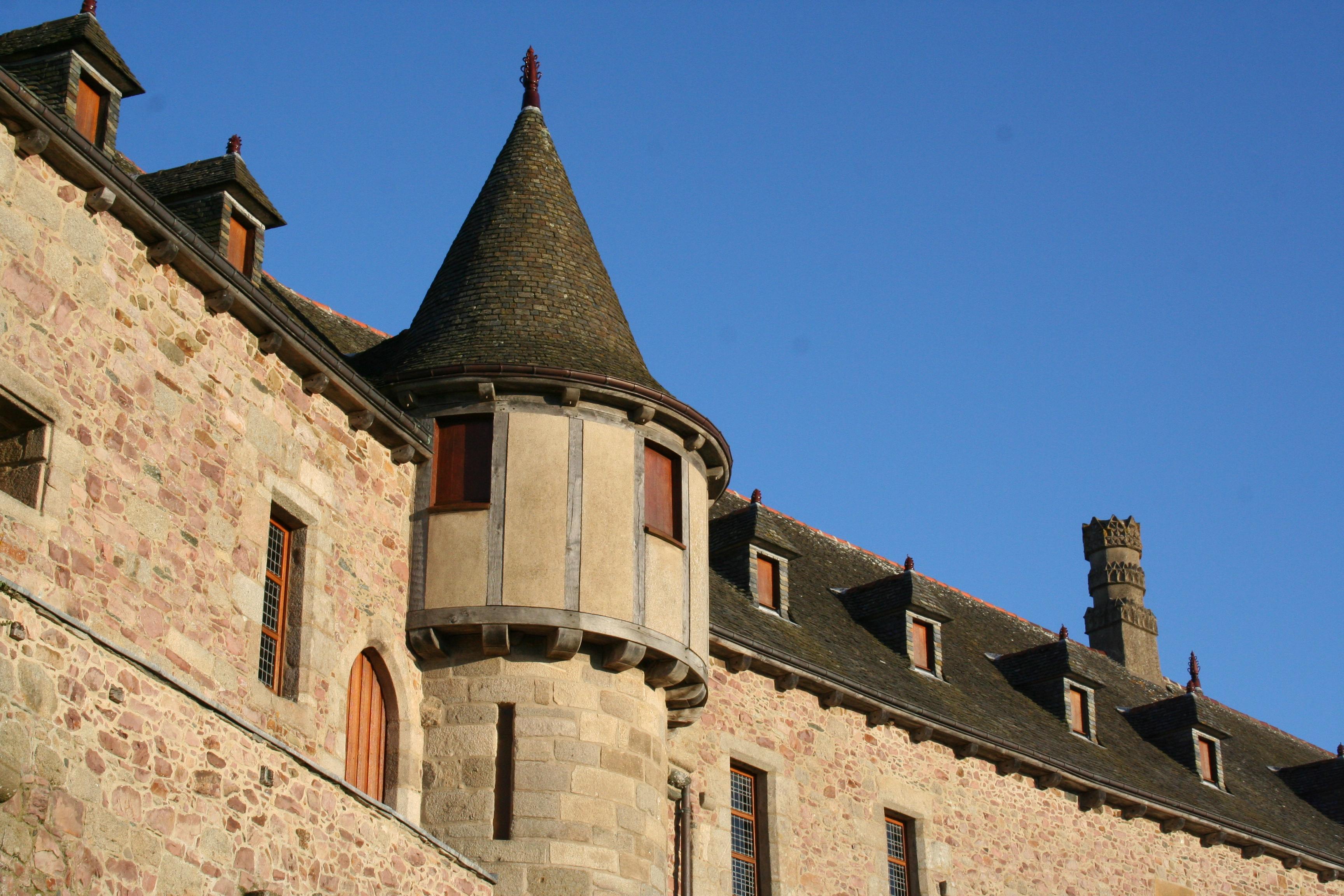
Tourelle.
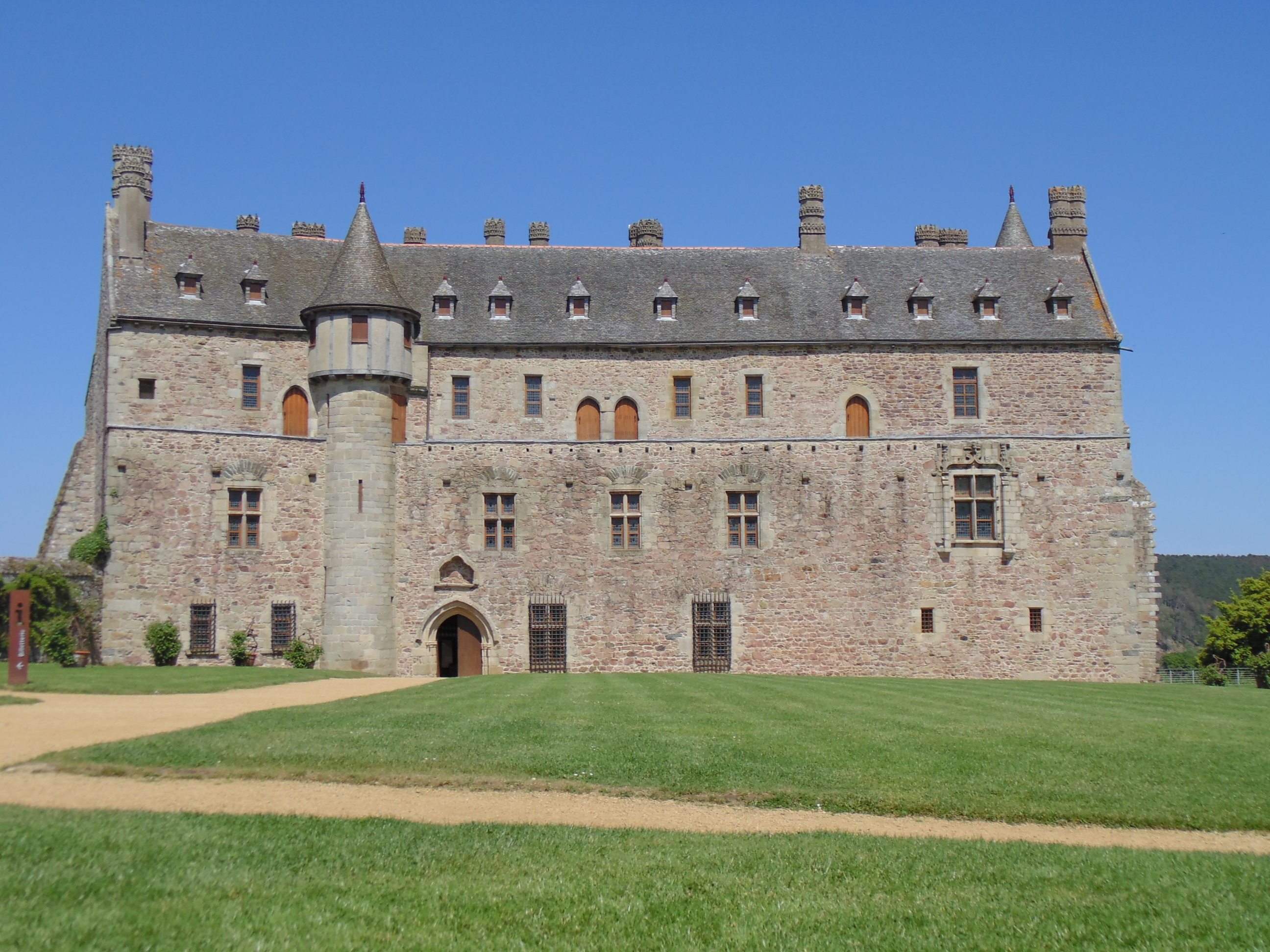
Façade.
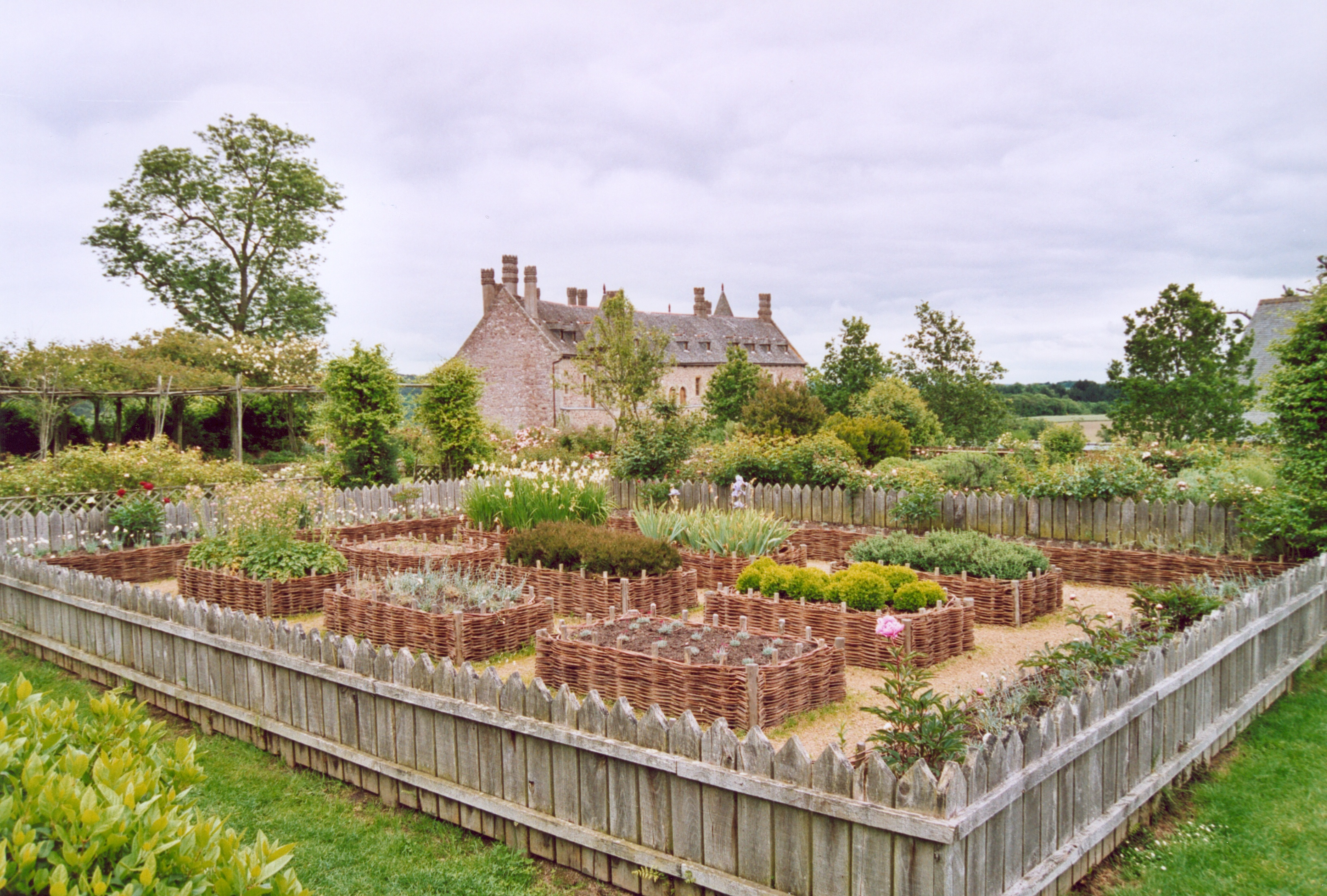
Les jardins.
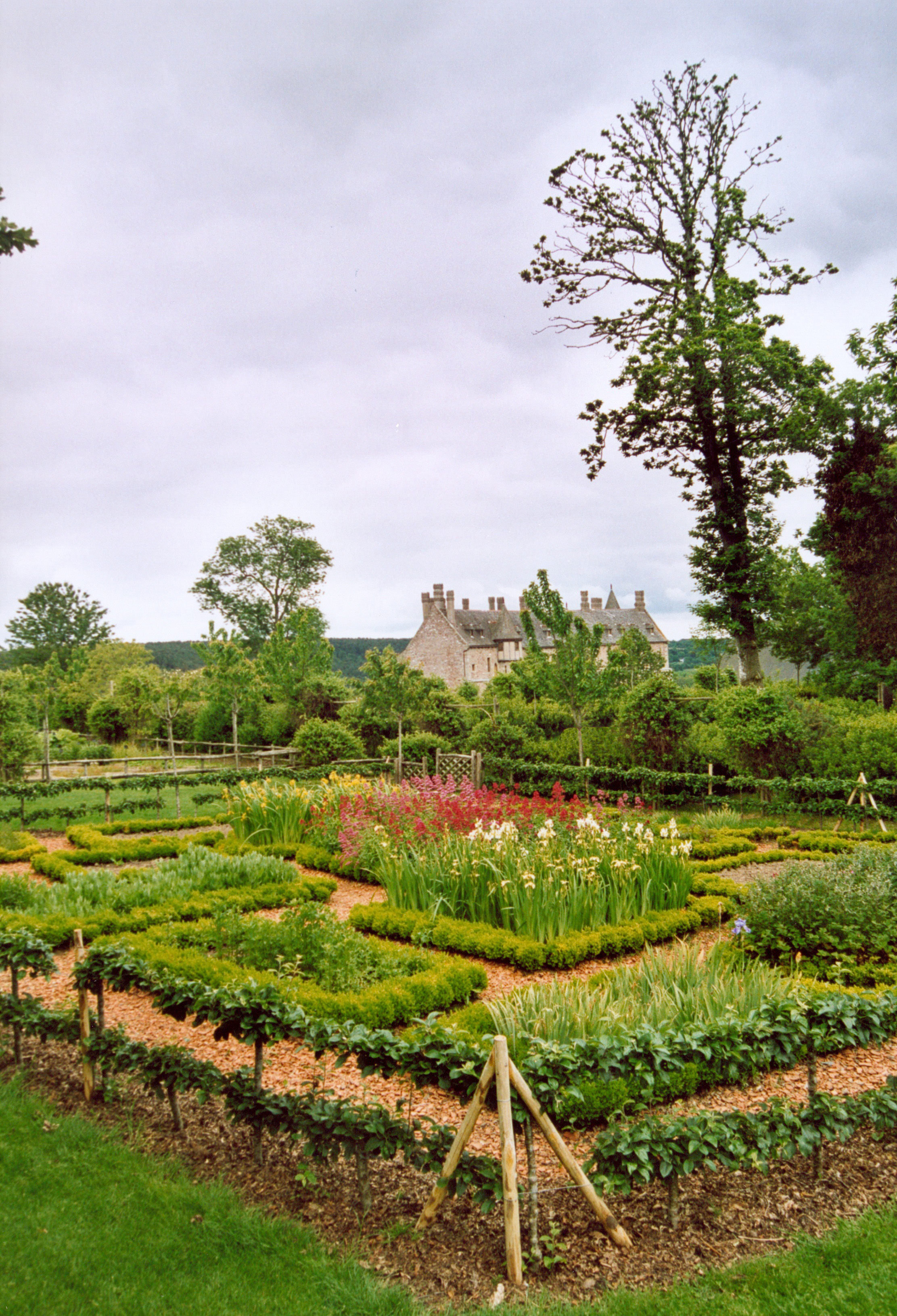
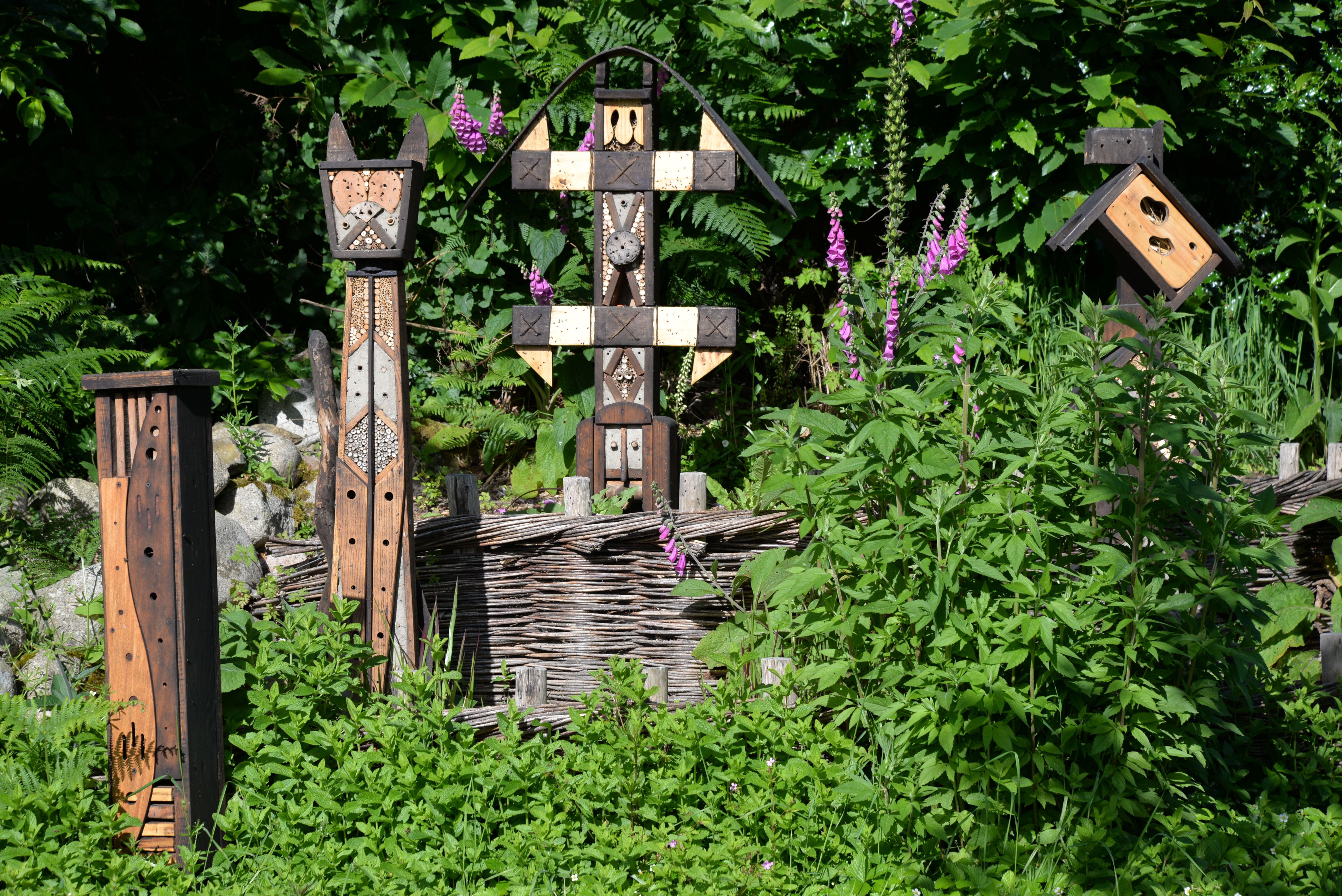
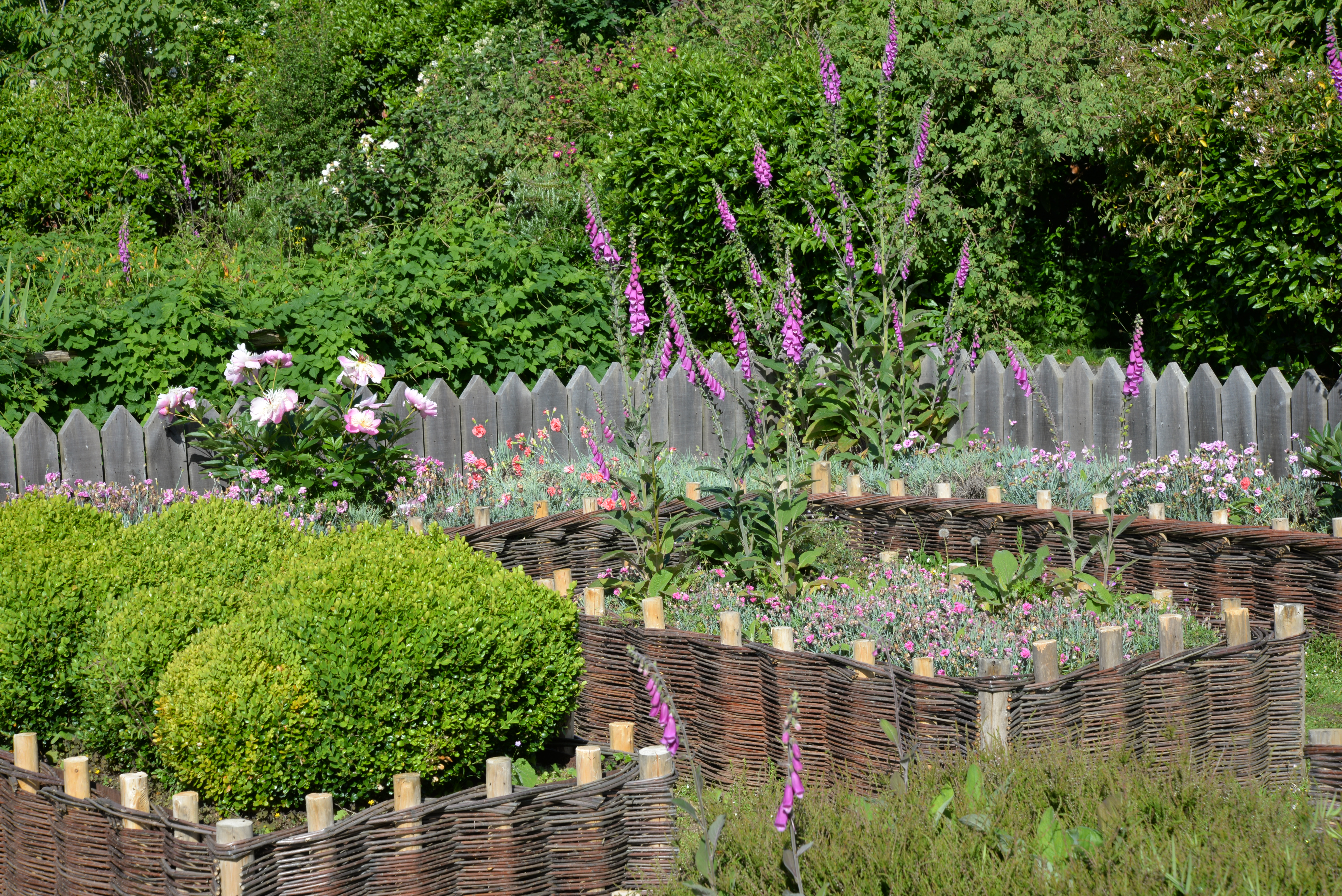
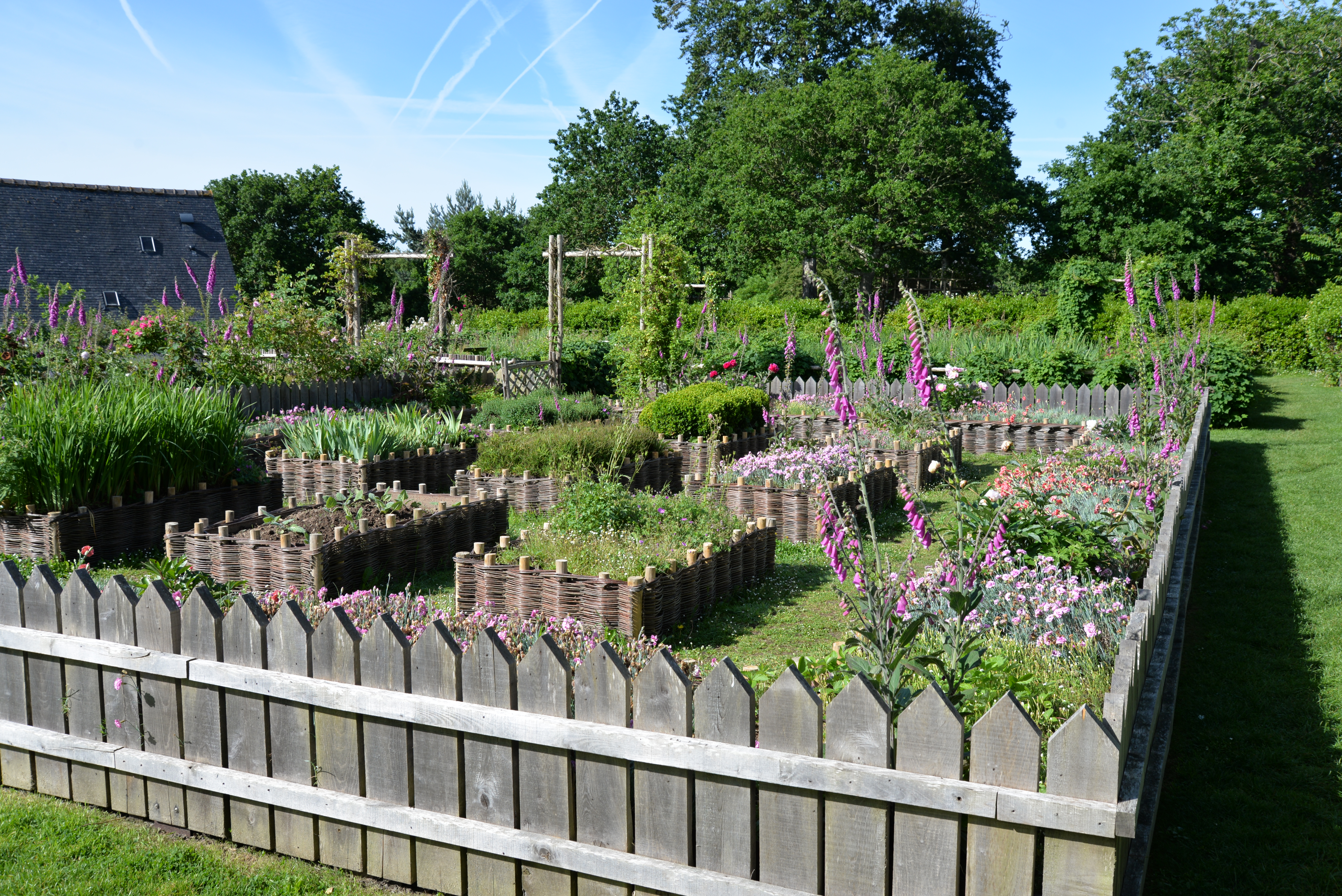
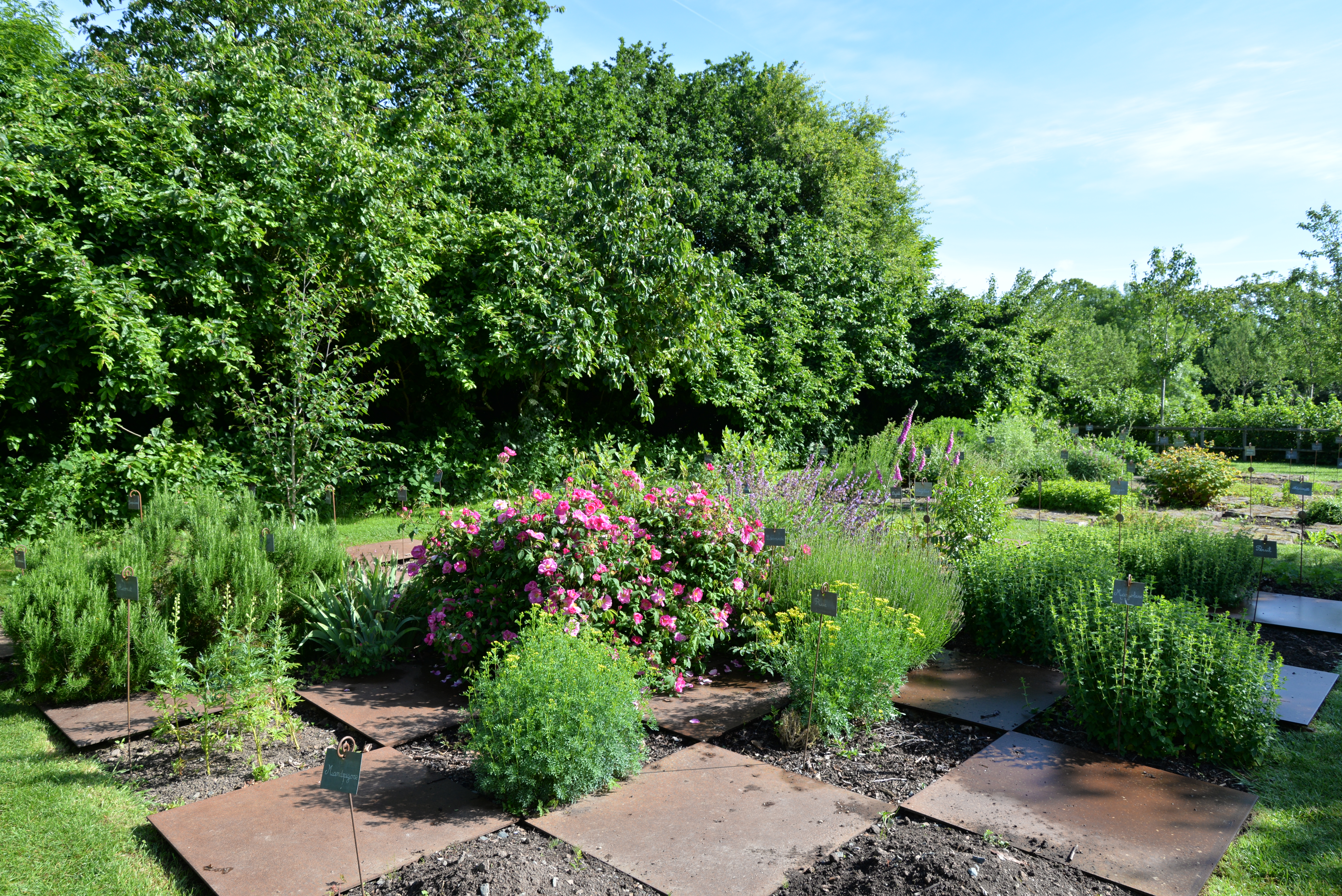
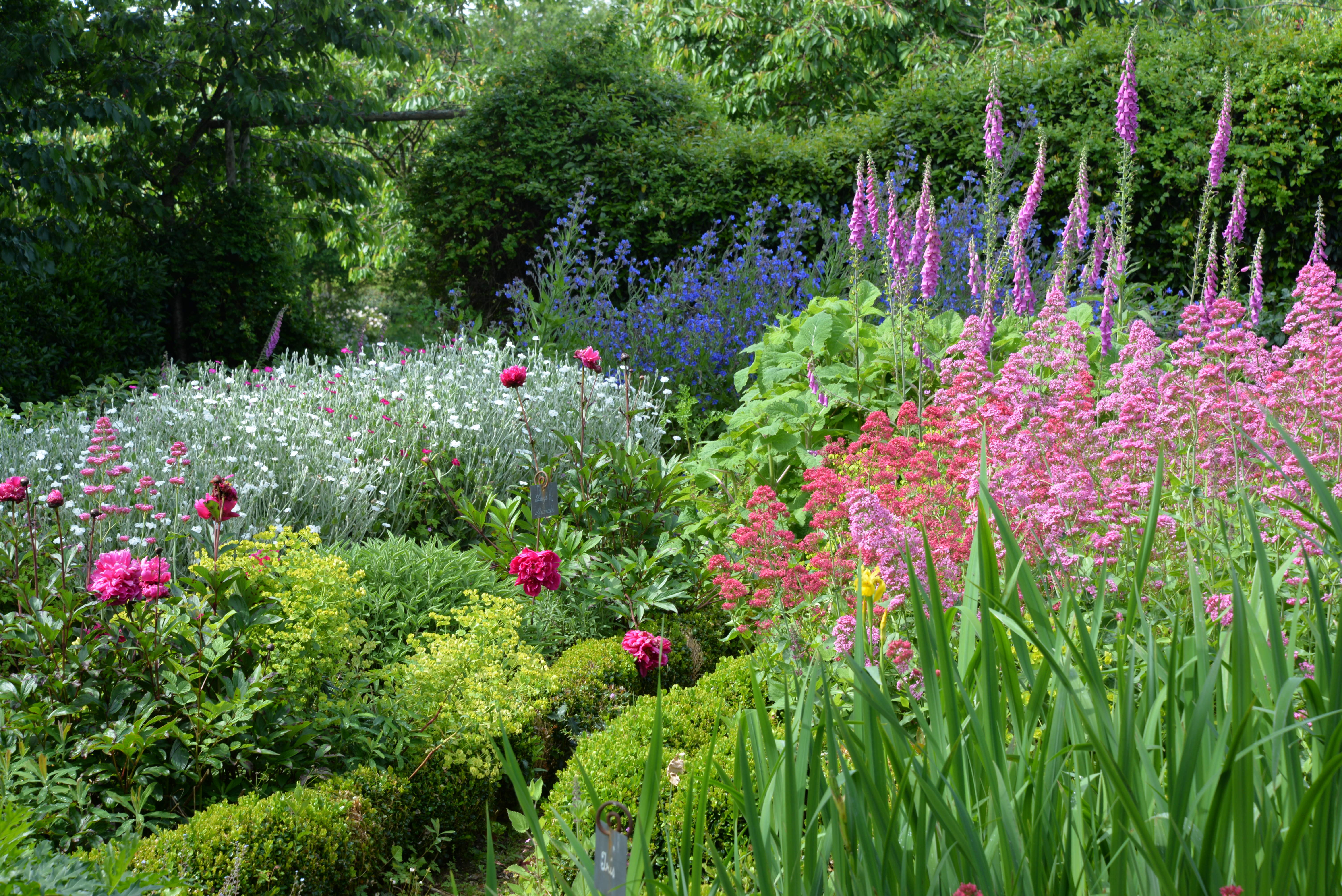
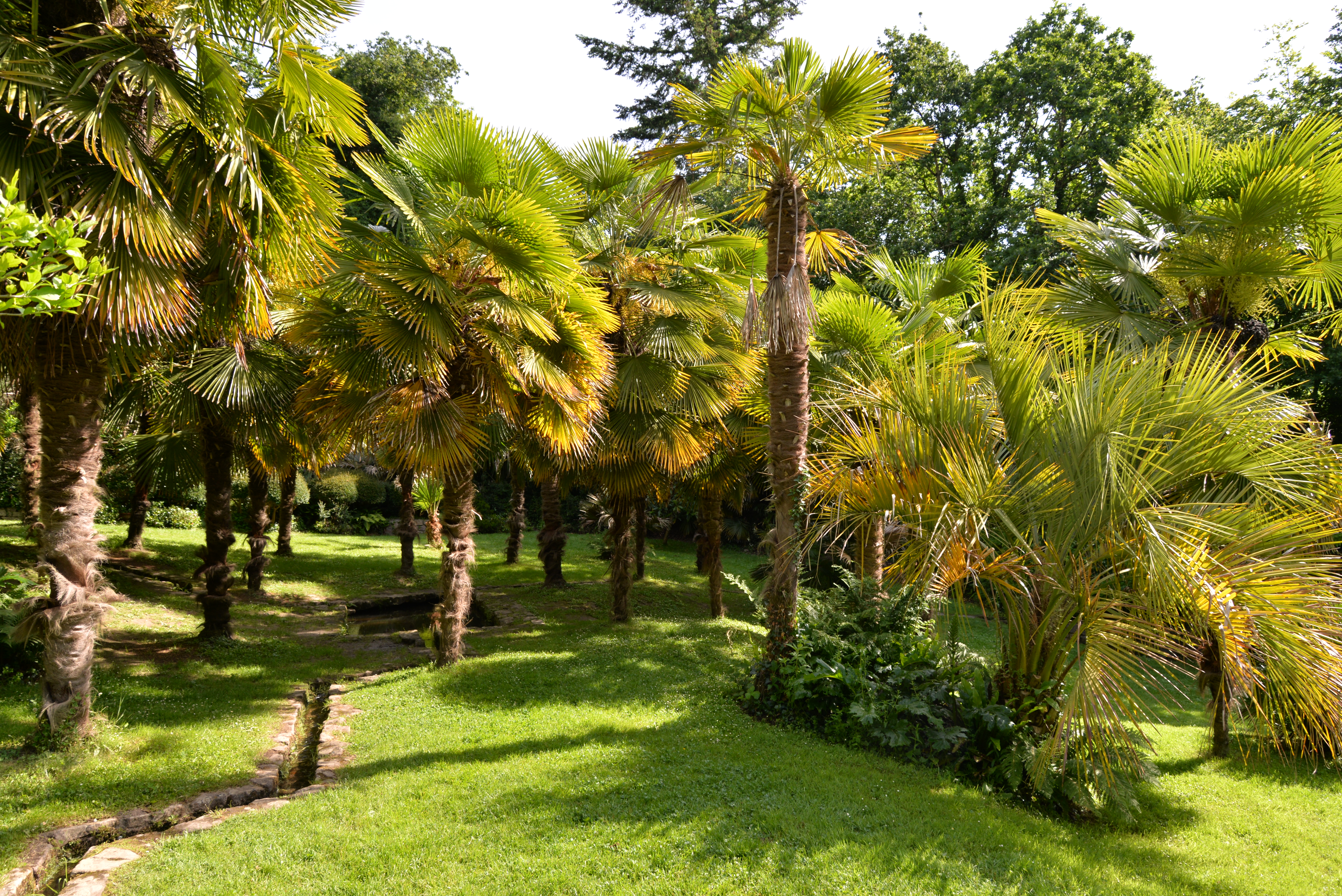
La palmeraie.
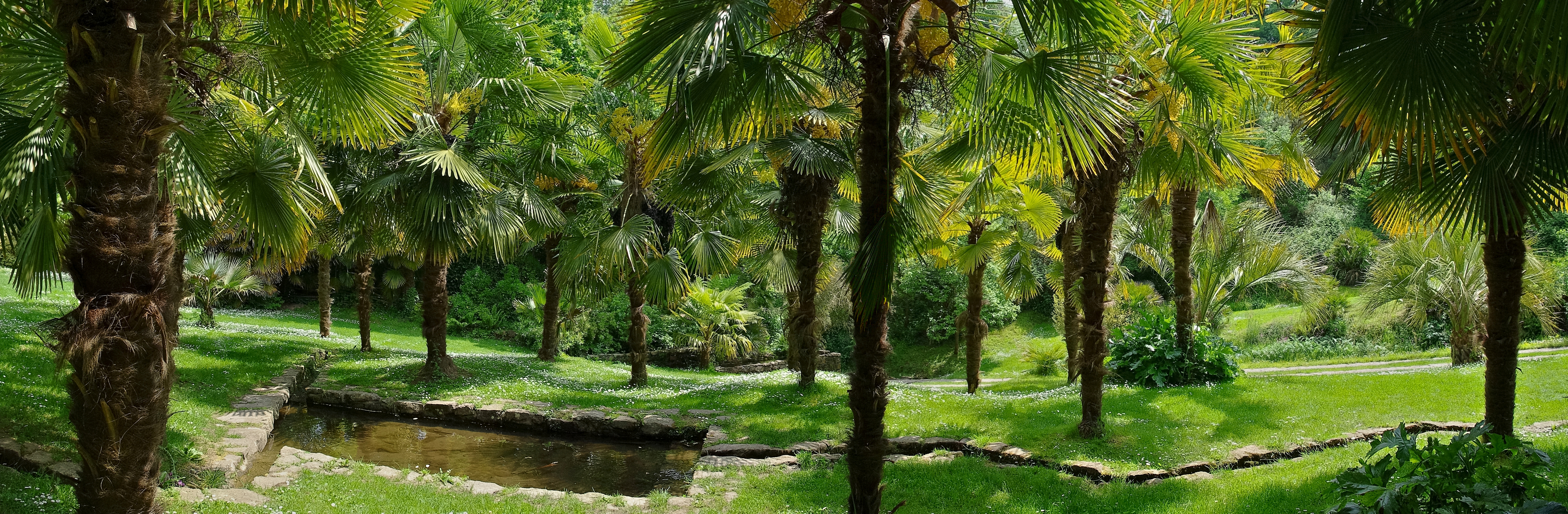
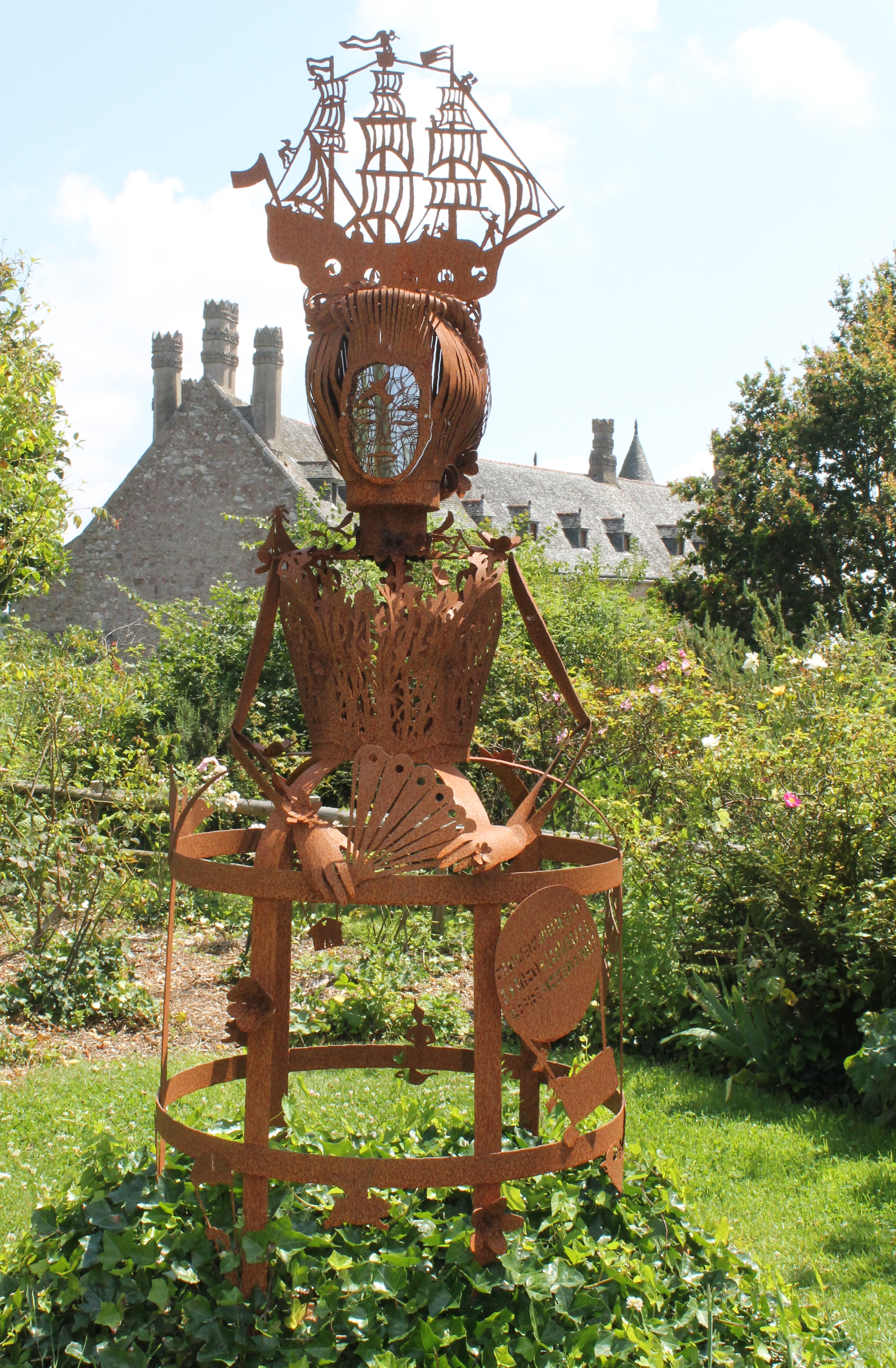
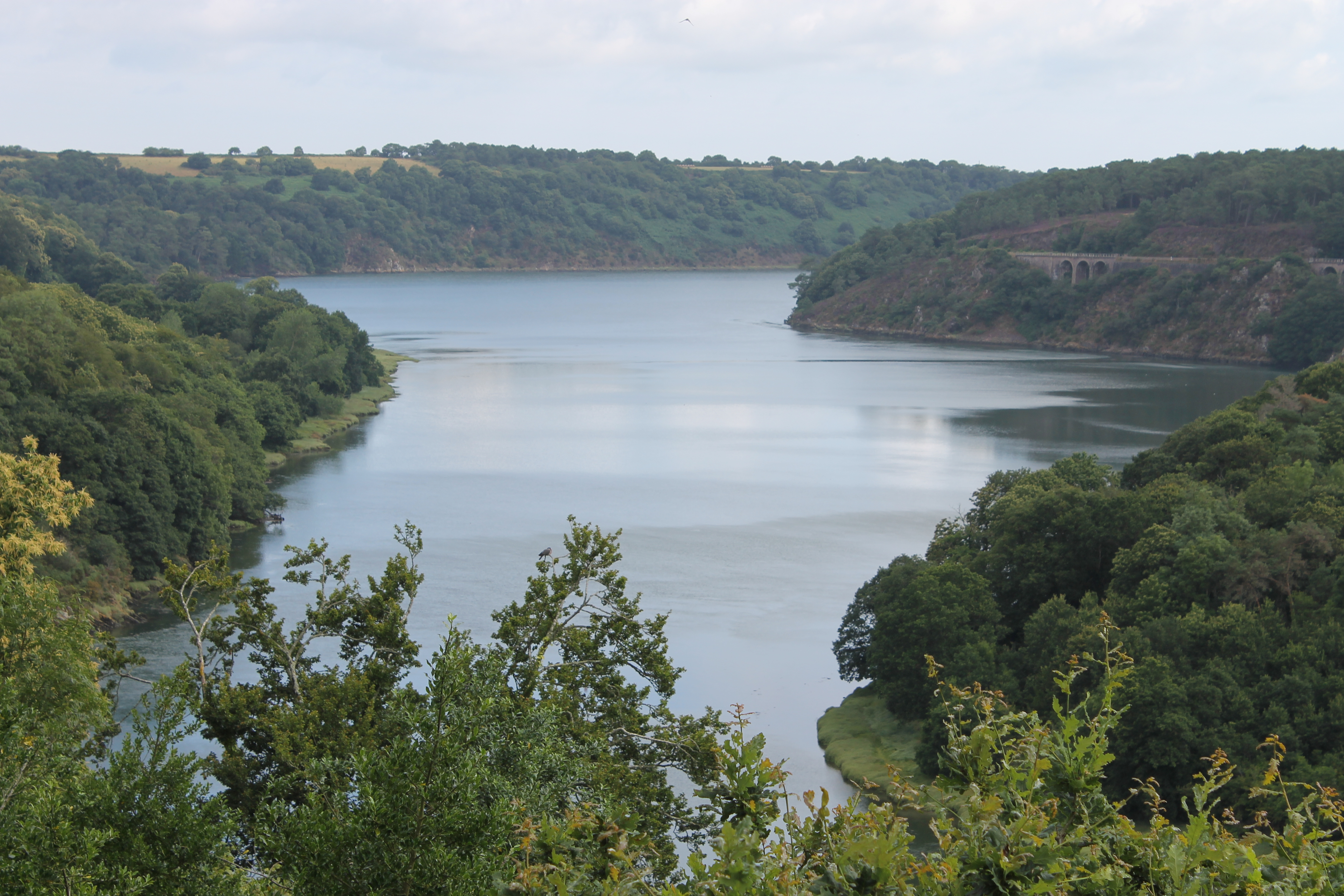